# Jan Vonck
Jan Vonck (Toruń, 1631 - Amsterdam, 1663 of 1664) was een Nederlands kunstschilder uit de periode van de Gouden Eeuw. Hij vervaardigde stillevens, onder meer met dode dieren, zoals wild, vissen en gevogelte. Ook een enkel vanitaswerk en jachttaferelen zijn van hem bekend, evenals afbeeldingen met levende dieren. 
Vonck werd in Amsterdam opgeleid in het vak door zijn vader, Elias Vonck, die eveneens stillevenschilder was en behoorde tot de eersten die dode vogels als onderwerp koos. Jan volgde in zijn vaders voetsporen. Beide schilders werkten in enkele gevallen samen met Jacob Ruisdael, aan schilderijen waarop zij (levende) dieren afbeeldden.
Over het leven van Jan Vonck is verder weinig bekend. Hij overleed op jonge leeftijd.